# Seevorstadt
Seevorstadt är en stadsdel i Dresden i Sachsen, Tyskland.